# Садов, Михаил Владимирович
Михаил Владимирович Садов (род. 24 апреля 1971 года, Ярославль) — российский тренер высшей категории по лёгкой атлетике. Мастер спорта СССР. Заслуженный тренер России.

## Биография
Михаил Владимирович Садов родился 24 апреля 1971 года в Ярославле в семье спортсменов. В юности специализировался в метании копья, занимал призовые места на молодёжных первенствах СССР и России. В начале 1990-х годов переехал в Нижний Новгород.
Работает тренером ГБУ ЦСП «Луч» г. Москва и КСДЮСШОР № 1 г. Нижний Новгород.
Среди спортсменов, которых тренировал Садов:
- Наталья Садова — олимпийская чемпионка 2004 года, серебряный призёр Олимпийских игр 1996 года[7][8],
- Илья Коротков — участник Олимпийских игр 2008 и 2012 года[9],
- Светлана Сайкина — участница Олимпийских игр 2008 и 2012 года[10]
- Николай Седюк — чемпион Европы среди молодежи 2009 года,
- Валерий Пронкин — чемпион Европы среди юниоров 2013 года, чемпион России 2017 года[11],
- Екатерина Строкова — чемпионка России 2013 года,
- Виктория Садова — чемпионка России 2009 года среди девушек до 18 лет[12][13],
- Олеся Короткова — победительница зимнего Кубка Европы.

### Семья
С 1992 года женат на метательнице диска Наталье Садовой, с которой познакомился в юношеской сборной России. Дочь — Виктория (род. 1993).

## Награды и звания
- Почётное звание «Заслуженный тренер России».
- Медаль ордена «За заслуги перед Отечеством» II степени (2006)[16][17].